# Улица Красносельского (Чернигов)
Улица Красносельского (укр. Вулиця Красносільського) — улица в Новозаводском районе города Чернигова. Пролегает от улицы Георгия Нарбута (Курская) до административной границы Черниговского горсовета с Черниговским районом, исторически сложившаяся местность (район) Забаровка, Масаны, Новая Подусовка.
Примыкают улицы Черкасская, Забаровский переулок, Глебова, Виктора Орленко (Костромской переулок), Забаровская, Филиппа Морачевского, Стратилата, Андрусенко, Максима Белоконя (Брестская), Руднева, Прорезная, Владимира Неговского, Комко, Нефтяников, Геологическая, Генерала Батюка.

## История
Современная улица была обозначена на карте М-36-15-А 1929 года.
После включения в декабре 1973 года посёлка Забаровка в состав города Чернигова, улицы бывшего посёлка получили названия.
10 апреля 1974 года улица получила современное название — в честь Героя Советского Союза Ивана Михайловича Красносельского, согласно решению Черниговского исполнительного комитета № 225.
После 1980 года начала застраиваться индивидуальными домами чётная сторона улицы: вместе в другими улицами 2-й очереди (северная часть) застройки Новой Подусовки. В 1991 году нечётная сторона начала постепенно застраиваться 9-этажными домами вместе с улицей Независимости — микрорайоны № 1 и 2 жилого массива Масаны. К 2015 году после примыкания Брестской улицы была застроена первая линия нечётной стороны улицы 4-этажными домами. Нечётная сторона между улицами Глебова и Брестская постепенно застраивается многоэтажной жилой застройкой в период 2010—2020-е годы и к 2021 году частично не застроена.

## Застройка
Улица пролегает в северо-западном направлении. Чётная сторона улицы занята усадебной застройкой, нечётная — усадебной и многоэтажной жилой (4-9-этажные дома, есть 5- и 6- этажные) (до примыкания Прорезной улицы) застройкой.
Изначально улица пролегала от Любечской улицы. Затем была изменена транспортная развязка жилого массива Масаны: проложен новый участок дороги (между ж/д линией и улицей Глебова), напрямую связавший улицы Независимости и Казацкую, который в свою очередь изменил трассировку улиц Красносельского (отделил от Любечской) и Любечскую (разделил).
Перед примыканием улицы Комко улица пересекает безымянный ручей, впадающий в реку Белоус. Ручей условно разделяет улицу между историческими районами Масаны и Новая Подусовка (восточнее ручья) и Забаровка (западнее). После примыкания улицы Андрусенко, есть проезд к улице Независимости. Улица сменяется дорогой длина 320 м, которая пролегает по территории в ведении ВСУ. В конце улицы на Забаровке, южнее усадебной застройки расположено местное кладбище.
Нумерация чётной стороны улицы (№ 2-30) начинается от ручья в западном направлении до конца улицы, нечётной (№ 1-31) — после примыкания Прорезной улицы до конца улицы. Затем нумерация нечётной стороны (№ 21-89) продолжается от начала улицы в западном направлении до примыкания Прорезной улицы — жилой массив Масаны. А нумерация чётной стороны (№ 56-156) улицы продолжается в восточном направлении от улицы Неговского до улицы Глебова — массив Новая Подусовка. Между улицами Глебова и Курская застройка чётной стороны относится к другим улицам.
|                                                             |                                                   |                                                             |                                                                      |
| начало непарной стороны — после примыкания улицы Неговского | начало парной стороны — на Забаровке, после ручья | начало улицы — до примыкания улицы Глебова, справа №№ 21-25 | после примыкания улицы Глебова: справа Масаны, слева Новая Подусовка |

Учреждения:
1. дом № 59 — отделение связи «Укрпочта» № 3
2. дом № 59 А — рынок
3. дом № 73 А — детская поликлиника «Масаны» — филиал детской поликлиники № 1
4. дом № 89 — Черниговский экспертно-технический центр

Памятники истории местного значения:
1. между домами № 18 и 20 — Братская могила 15 советских солдат, которые погибли при освобождении села Забаровка от фашистов осенью 1943 года (1943, 1973)